# Alucitidae
Alucitidae es una familia de lepidópteros glosados ditrisios con las alas modificadas inusualmente. Ambas alas, las delanteras y las alas traseras consisten en alrededor de seis espinas rígidas, de las cuales irradian cerdas flexibles con una estructura similar a la pluma de un pájaro.
Esta es una familia pequeña, con alrededor de  130 especies descritas hasta la fecha (aunque es probable que algunas especies no descritas aún quedan por descubrir). Se encuentran principalmente en zonas templadas a regiones subtropicales (pero no tropical). Pero son raros, incluso en partes de su área central, tanto en Gran Bretaña y Norteamérica, por ejemplo, sólo una especie se encuentra en esta última región Alucita hexadactyla. Esta polilla pequeña a menudo se pueden encontrar aleteando en el crepúsculo de la tarde o descansando con sus "alas" extendidas. Sus larvas se alimentan de la madreselva ( Lonicera ). Por otra parte, en la Europa continental se encuentra un considerable número de especies, la mayoría del género Alucita. 

## Géneros
- Alinguata
- Alucita
- Hebdomactis
- Hexeretmis
- Microschismus
- Paelia
- Prymnotomis
- Pterotopteryx
- Triscaedecia